# 关凯文
關凱文（英語：Kevin Kwan），本名關本安，美国作家。生于新加坡，曾外祖父胡先愿是當地歷史悠久的華僑銀行創辦董事，祖父关伯谦（Arthur P. C. Kwan）是眼科醫生。其高祖关元昌则是中国牙医先驱。其在星洲接受了早期教育，11歲隨家人移民美國纽约，現為美國公民。

## 生平
曾开办视觉创意顾问工作室，后转向写作。一开始写诗，后转向小说创作。曾游历亚洲多个地方。关的作品关注人类行为，背景一般设定在亚洲，他认为亚洲人开放的生活是虚构作品的良好素材。中国的发展——不仅北京和上海，也包括一些较小城市的爆炸式发展也是他关注的对象。他的书常常会以脚注的形式向读者介绍比较生僻的词汇。
《瘋狂亞洲土豪》是他的成名作，曾登上当年的畅销书榜。该书讲述了出身新加坡富裕家庭的尼克·杨移民纽约后的故事。之后又出版了续作《中国富女友》（China Rich Girlfriend，2015）。这两部小说同属于他的亚洲富豪系列，他曾表示要完成一部三部曲。

## 身份爭議
新加坡國防部稱關雖申請過放棄新加坡公民權，但因為其未曾在新加坡服役而被拒，聲明其因違反國民服役義務而正被通緝。因新加坡不容許年滿21歲國民持雙重國籍，而申請放棄新加坡籍依法例必須先在18歲履行服役責任。當局又指他沒有持有效文件而在海外長期居留。

## 著作
- 《瘋狂亞洲土豪》（Crazy Rich Asians，2013，高寶書版《瘋狂亞洲富豪》）
- 《中國富女友》（China Rich Girlfriend，2015）
- 《富人問題一籮筐》（Rich People Problems: A Novel，2017）

## 外部連結
- 官方网站
- 关凯文在互联网电影资料库（IMDb）上的資料（英文）
- 关凯文在豆瓣上的资料（简体中文）
- 博達著作權代理有限公司 - 作者介紹[永久]